# Verrucachernes spinosus
Verrucachernes spinosus es una especie de arácnido  del orden Pseudoscorpionida de la familia Chernetidae.

## Distribución geográfica
Se encuentra en Costa de Marfil.